# Sorte Muld
 Ikke at forveksle med folktronica-gruppen Sorten Muld
Sorte Muld er en meget rig jernalderboplads 2 km sydvest for Svaneke på Bornholm. Sorte Muld er navnet på marken for enden af Krøblingevejen. Den udmærker sig ved sin mørkfarvede og frodige jord. Pladsen var bebygget gennem næsten hele jernalderen. Allerede i romersk jernalder var det en rig plads, men i germansk jernalder udvikledes den til et af Skandinaviens vigtigste centre. Sorte Muld må antages at have været sæde for en høvding eller måske ligefrem konge, som var den dominerende magt på Bornholm, og som havde forbindelser langt uden for øen.

## Bosætning
Kulturlaget på det centrale Sorte Muld er over 1,5 meter tykt, og indholdet af fosfat i pløjejorden er det højeste i Danmark. Fosfaten stammer fra dyregødning, affald og benmateriale. Et forhøjet fosfatindhold er for arkæologerne en god ledetråd, når det gælder om at komme på sporet af forhistoriske bopladser. I landskabet omkring selve Sorte Muld er der siden 1998 foretaget en systematisk kortlægning af fosfatværdierne. Den har afsløret en lang række andre bopladser, som er anbragt næsten kvadratisk i et ca. 1 km² stort område omkring centralpladsen. Det giver indtrykket af en organiseret bebyggelse. De ydre bopladser kan have forsynet centralpladsen og udgjort et levende forsvarsværk. Det vides ikke, om centralpladsen i øvrigt har været befæstet.

## Udgravninger
Kun en meget lille del af det enorme kulturlag på Sorte Muld er udgravet. 1948-53 udgravede professor Ole Klindt-Jensen et antal hustomter, og det blev klart, at kulturlaget er så sammensat, at det er svært at fortolke arkæologisk. Der blev fundet et stort benmateriale som artsbestemtes. I 1985 fandt amatørarkæologer nogle få guldgubber på pladsen. Det ledte til en udgravning i 1985-87, hvor ikke mindre end 2300 guldgubber dukkede frem. For at finde de små guldgubber blev al jord – også pløjejorden – vandsoldet. Det førte til fund af mange andre små genstande som rester fra guldsmedearbejde, glasskår, perler og fiskeknogler.
I 2001-2002 blev der udgravet huse i pladsens udkant, efter at der var gjort et skattefund på stedet. I maj 2019 indledtes en større forskningsudgravning, der skal fortsætte i 2020.

## Fund
En stor del af fundmaterialet fra Sorte Muld og de omgivende bopladser er fundet i overfladen. Amatørarkæologer har afsøgt markerne gennem mange år i et nært samarbejde med Bornholms Museum. De fund, som har ligget i pløjejorden, er som regel slidte brudstykker, men de tegner billedet af et rigt og fornemt miljø.

### Romerske mønter
Der er fundet op mod 800 mønter i og omkring Sorte Muld. Næsten alle er slået i Romerriget. De første beretninger om fund fra lokaliteten er af romerske mønter. Helt tilbage fra 1600-tallet er der fundet solidi, som er guldmønter fra Romerrigets sidste tid.

## "Sorte Muld-pladser"
Sorte Muld er i den grad blevet et begreb i arkæologien, så der tales om "Sorte Muld-pladser" andre steder i Nordeuropa. Her tænkes på bl.a. Uppåkra i Skåne, Gudme på Fyn og pladsen Jakuszowice i det sydlige Polen. Det er pladser med meget tykke kulturlag. De har været veletablerede, regionale centre for både magt og kultur, og de kan siges at udgøre datidens internationale centre.

## Udstilling
Fund fra Sorte Muld kan ses på Nationalmuseet i København og på Bornholms Museum i Rønne, hvor  1800 guldgubber er udstillet.